# منظمة حرية المرأة (العراق)
منظمة حرية المرأة في العراق هي منظمة غير حكومية متخصصة في الدفاع عن حقوق المرأة بالعراق. أُنشئت في يونيو 2003 من خلال ينار محمد، ناسق أحمد، ونادية محمود. دافعت عن العلمانية والمساواة الكاملة بين الجنسين، وحاربت الأصولية الإسلامية والاحتلال الأمريكي. رئيسة المنظمة هي ينار محمد والمتحدثة الدولية باسمها في السنوات السابقة كانت هوزان محمود.
تنحدر أصول المنظمة لمنظمة أخرى، وهي المنظمة المستقلة للنساء بكردستان العراق فيما بين 1992 إلى 2003، رغم القمع الحكومي والإسلامي، وكذلك تحالف الدفاع عن حقوق النساء العراقيات، الذي أُسس عام 1998 من خلال العراقيات بالمنفى. تركز المنظمة في نشاطها على مجابهة الشريعة، واختطاف واغتيال النساء، وكذلك جرائم الشرف. تضم المنظمة الآلاف من الأعضاء، ولها شبكة من الدعم الخارجي، خاصةً بالولايات المتحدة. تعرض نشطاؤها ومديروها للعديد من التهديدات بالاغتيال من قبل منظمات إسلامية.

## التاريخ (1992-2003)
نشأت منظمة حرية المرأة في العراق نتيجةً للتحول عن المنظمة المستقلة للنساء في يونيو 2003، حيث نشأت الأخيرة عام 1992 بكردستان العراق، وكذلك لتحول شبكتها الدولية، تحالف الدفاع عن حقوق النساء العراقيات، والذي عقد لجنته الأولى في تورنتو عام 1998.

### المنظمة المستقلة للنساء
سمحت الظروف المتمثلة في حرب الخليج الثانية والانتفاضة الشعبانية، والتي منحت إقليم كردستان العراق حكمًا ذاتيًا على أرض الواقع، رغم التناحرات بين المناطق المُسيَطَر عليها من قبل أكبر حزبين قوميين بالبلاد (الحزب الديمقراطي الكردستاني في أربيل والاتحاد الوطني الكردستاني في السليمانية)، بنمو المجتمع المدني وعلو صوت المطالبات بحقوق المرأة.

#### التأسيس والنشاط

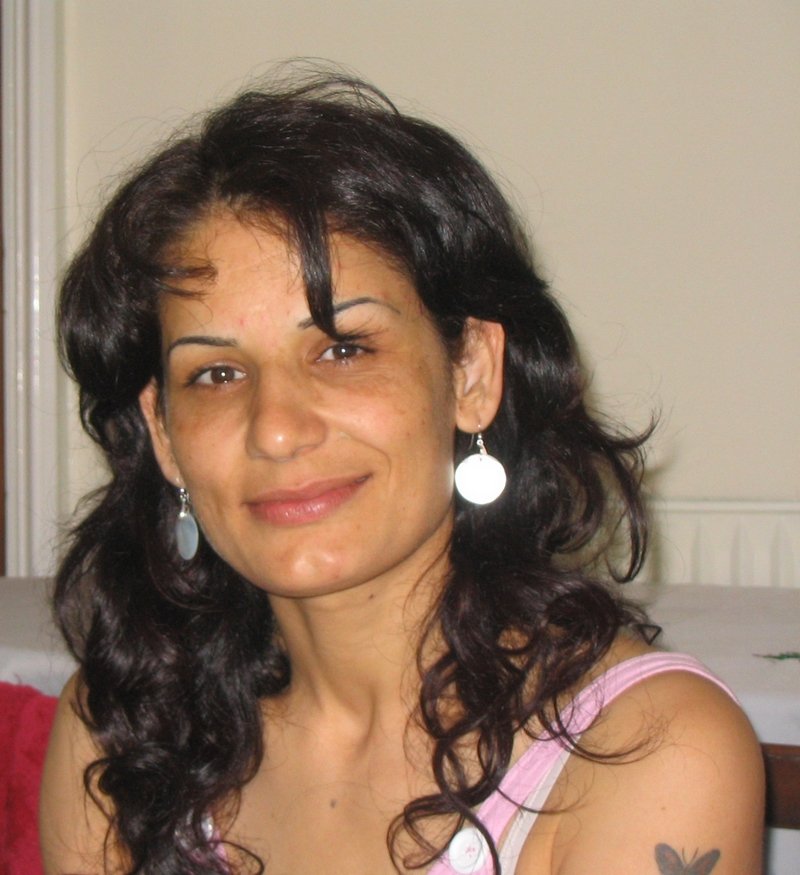
سورما حميد، لندن، 2006

في اليوم العالمي للمرأة، بـ 8 مارس 1992، أسست 8 ناشطات في كردستان العراق لجنة تنظيمية للمنظمة المستقلة للنساء. في 14 مايو، نشأت تلك المنظمة بشكل رسمي، بمجلس يضم 50 شخصًا. ركزت المنظمة نشاطها على مواجهة جرائم الشرف، والتي كانت شبه مقننة في ظل نظام صدام حسين. وفي ذروة نشاطها، فيما بين 1994 إلى، كانت المنظمة تضم نحو 2000 عضوًا، ولها مقر، وتمكنت من إنقاذ حياة 250 امرأة. وقد أعلنت أنه فيما بين 1991 إلى 2001، وقعت 4000 امرأة ضحايا لجرائم الشرف في كردستان العراق، بينما ترى مصادر أخرى أن عددهن كان 800 امرأة. نشرت ناشتطان من المنظمة، ريغا روف ومظافر محمدي، قائمةً بـ 500 اسم للضحايا، بالإضافة إلى المعلومات التي تمكنتا من الحصول عليها.
امتد نشاط المنظمة إلى السليمانية، أربيل، وكوي سنجق، كما نزلت ناشطات باستمرار لمخيمات اللاجئين، والمصانع، والمدارس، لنشر الوعي بخصوص قضايا المرأة وحقوقها. ركزت المطالبات على الاسئلة اليومية الأكثر أهمية، والتي قالت فيها رئيسة المنظمة ناسق أحمد: «إلى ذلك الحين، مازالت المئات من النساء يُقتلن بكردستان العراق، ببساطة لوقوعهن بالغرام برجل، أو لمطالبتهم بحقوقهن الأساسية - كالحق في الطلاق، أو لكونهن يُعاملن كبشر، فيرحن ويجئن، ويتحدث مع الرجال بحرية». تعرض نشاط للتهديد منذ عام 1995، بسبب فتوى لمنظمة بدر، منظمة إسلامية مسلحة تدعمها إيران، حكمت بوجوب قتل أعضاء من المنظمة.
روت سورما حميد (وُلدت عام 1975)، ناشطة بالمنظمة منذ عام 1993، قصتها ونشاطها مع المنظمة. فقد وُلدت في حي فقير بأربيل، تعرضت للختان في سن الخامسة، زوجتها عائلتها في سن الخامسة عشر، ضُربت من زوجها، ثم قابلت زميلة لأختها، وكانت ناشطة في المنظمة، وحدثتها عن حقوق المرأة. انظمت سورما للمنظمة، كما انضمت أيضًا للحزب الشيوعي العمالي العراقي، وأمضت سنوات طويلة مخبئة أنشطتها السياسية عن زوجها: «في حيي، بدأت بتنظيم النساء بهدف تكوين شبكة. في شهر واحد، استطعت تجميع 20 امرأة، ونظمنا اجتماعات لدى أمي، وانضمت تلك النسوة للمنظمة المستقلة للنساء سرًا».
ضم ذلك النشاط العديد من النقاشات عن العنف ضد المرأة، جرائم الشرف، الزيجات المدبرة، وختان الإناث، وهزة الجماع - إلا أنه يبدو أن مسألة تحديد النسل ظلت غائبة عن تلك النقاشات -، وقد استُكمل ذلك النشاط بالذهاب للأطباء، وعقد المؤتمرات في الجامعات، والحملات السياسية للدعوة للمساواة الاقتصادية والاجتماعية شاركت فيها النساء والرجال. وقد حدثت اتصالات بين المنظمة وحركات أخرى، خاصةً منظمة نساء الحزب الشيوعي العراقي.

#### القمع

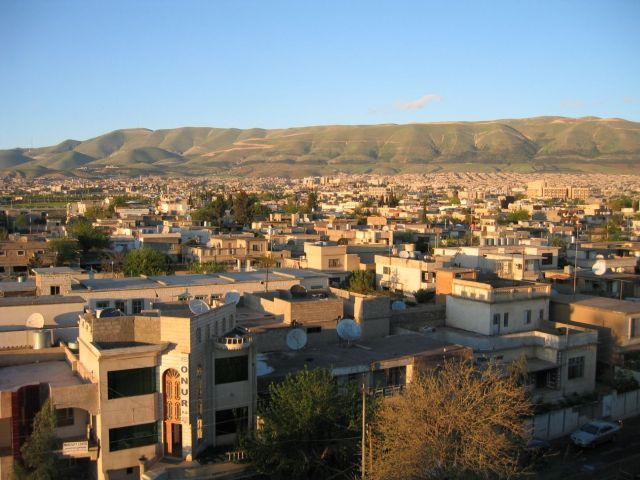
بلدة السليمانية، وهي محل مقرات المنظمة المستقلة للنساء، والتي تعرضت لهجمات عنيفة عام 1998 و2000

عام 1995، أطلقت منظمة بدر، ميليشيا شيعية، ضد العديد من قادة الحزب الشيوعي العمالي العراقي، من ضمنهم ناسق أحمد، إحدى مديرات المنظمة المستقلة للنساء، وذلك لمعارضتهن للتمييز على أساس الجنس. وقد وضعوا جائزة على اغتيالهن.
عام 1998، أقلقت الشهرة المتزايدة للمنظمة الحكومة القومية للحزب الديمقراطي الكردستاني والإسلاميين. ومن مظاهر ذلك القلق المتنامي، أطلق الملا بشير، وهو داعية إسلامي متطرف له تأثير في أربيل، فتوى بوجوب قتل خمسة ناشطات من المنظمة المستقلة للنساء، من ضمنهن سومرا حميد. من الواضح أن ذلك التهديد كان معد له مسبقًا، حيث تم الكشف عن اسم سورما الحقيقي، والتي ما كانت معروفة إلا باسمها الحركي فرشدا (الملاك). عرضت القناة الخاصة بالحزب الديمقراطي الكردستاني إذاعة مناظرة بين سورما والملا بشير، والتي انتهى الأخير برفضها.
رفض القاضي طلب الحماية الذي قدمته سورما، فقد رأى أن للملا بشير حجته فيما دعا إليه. في نفس اليوم، هاجم جندي إسلامي مسلح مقر الحزب الشيوعي العمالي العراقي، وتمكن من قتل 4 أشخاص، من ضمنهم شابر عبد القادر، عضو في المكتب السياسي للحزب، وكابر عادل، عضو في اللجنة المركزية بالحزب، والذي ساعد ناشطات المنظمة لتحضير الشكوى. اضطرت الخمسة نساء للجوء خفيةً. أما سورما، فقد قضت عدة أشهر مختفية بسبب حملها، إلى أن تمكنت من المرور بالحدود التركية بطريقة غير قانونية، وحصلت هناك على حق اللجوء. أجبرت التهديدات بالاغتيال نشطاء أخرين على الهروب من البلاد: كاجال عزيز، هنا قاهدم، نظينان علي شاري، وكذلك ناشطات أخريات من الحزب الشيوعي العمالي العراقي، واللاتي طلبن اللجوء السياسي لكندا، واستقرن في تورنتو. وفي عام 1997، إحدى مؤسسات المنظمة، الطبيبة شير غريب (وُلدت عام 1970)، طلبت اللجوء السياسي لكندا.
في 13 يوليو 2000، اعتُقلت ناسق أحمد، طبيبة، ورئيسة المنظمة المستقلة للنساء، أثناء مشاركتها في مظاهرة بالسليمانية ضد قطع المياه والكهرباء، وضد الضغوطات التي تمارسها الحكومة ضد أنشطة المنظمة. كما اعتُقل العديد من قادة الحزب الشيوعي العمالي العراقي، واغتُيل العديد من أعضائه، اللاجئين لكردستان، في نفس اليوم من قِبَل قوات أمن الاتحاد الوطني الكردستاني. كرد فعل لتلك الحادثة، انتفضت منظمة العفو الدولية لكبح التعذيب والنفي. أُطلق سراح السجناء فيما بعد، إلا أن الاتحاد الوطني الكردستاني منع أن تتواجد مقرات أخرى لتلك المنظمات في الأحياء السكنية خوفًا من تكرار الهجمات، كما أعلن رسميًا. وفي اليوم التالي، اُغتيل ستة أعضاء أخرين من الحزب الشيوعي العمالي العراقي، ما أجبرها على العمل تحت الأرض، ما لم يمنعها عن تنظيم حملة هامة حول استقلال الكردستان.
بعد بضعة أيام، في 21 يوليو 2000، أغلقت قوات أمن الاتحاد الوطني الكردستاني مقر المنظمة المستقلة للنساء بالسليمانية، وصادرت كل أرشيفها. كان يسكن بذلك المقر اثنتا عشرة امرأة، منهن اثنتين في الحمل، وخمسة أطفال، وأُعطي لهم نصف ساعة للخروج، وعند رفضهم، اعتقلتهم قوات الأمن. أصدرت المنظمة المستقلة للنساء بيانًا وصفت فيه الهجوم بأنه «عدوان سافر على حركة نسوية في معركتها ضد الشوفينية الذكورية والتقاليد الرجعية». عقب ذلك الهجوم، أدلى الباحثان الكنديان شهرزاد مجاب وأمير حسنبور بملاحظة مضمونها: «أن كلتا الحكومتين الكرديتين فتحتا مساجد أكثر مما فتحتا بيوتًا لتأوي النساء. في الحقيقة، لم تبادر كلتاهما أصلًا ببناء أي بيوت للنساء». في نفس اليوم، اعتُقل الشاعر شازن هيرش لاستنكاره على إغلاق المقر والاعتقالات. كما اعتُقل ثلاث أعضاء أخرين من الحزب الشيوعي العمالي العراقي، سمن محمد، حيدر رسام، ومحمد نجم، حيث كانوا مكلفين بحماية مقرات المنظمة المستقلة للنساء. انتفضت منظمة العفو الدولية مرةً أخرى لإطلاق سراحهم، وحذرت من خطورة موقف ساكنات المقر المُغلَق، حيث يواجهن خطرًا بإعادتهم لعائلاتهن - مع العلم بأن واحدةً منهن، وهي نسرين عزيز راشد، والتي خرجت من المقر في يونيو، قد قُتلت على يد عائلتها. أُجبرت العديد من الناشطات، منهن ريغا رؤوف، على قبول النفي.

### تكتل الدفاع عن حقوق النساء العراقيات

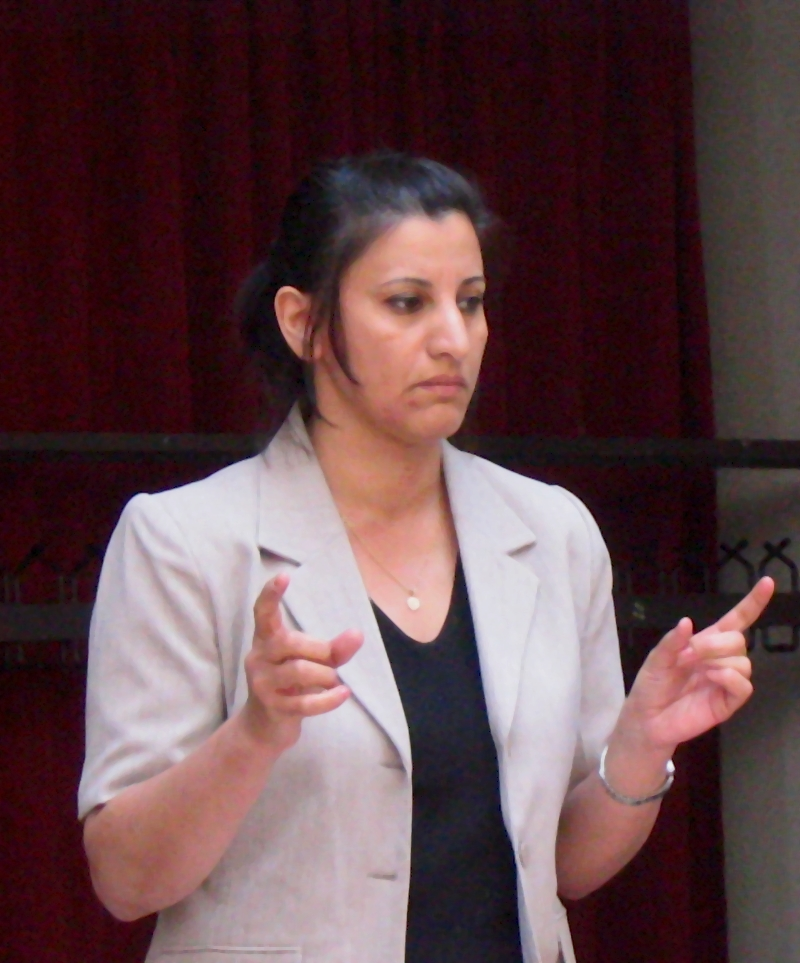
نادية محمود، التُقطعت الصورة في مؤتمر عُقد في لندن، في 2007.

في 20 مايو 1998، أنشأت المهندسة المعمارية ينار محمد (وُلدت عام 1962) جمعية بتورنتو سُميت بـ"Défense des droits des femmes irakiennes" (الدفاع عن حقوق النساء العراقيات)، والتي ساهمت بشكل خاص في محاربة الحظر. كما أنشأت الطبيبة ليلى محمد (تُوفيت بسبب المرض في 24 يوليو 2010)، وهي لاجئة بأستراليا، لجنة الدفاع عن حقوق النساء العراقيات بسيدني. وقد سمحت عودة تَيْنِكَ الناشطتين إلى بغداد عام 2003، واللتين تمتعتا بشبكة واسعة من العلاقات الدولية، بإنشاء منظمة حرية المرأة في العراق، خاصةً بعد سقوط نظام صدام حسين، وقد عبرت ليلى محمد عن ذلك في تصريح، فقالت: «نحن نساء من الغرب ومن الشرق». كما تشكلت شبكة دولية تحت مُسمى التحالف العراقي لحقوق النساء، وكانت منسقاتها هن هوزان محمود ببريطانيا، ليلى محمد في، خيال إبراهيم بكندا، عروبة صابر بالولايات المتحدة، وهلالا رأفي بالسويد. حتى ذلك الحين، كانت هوزان محمود مجرد مؤيدة قوية لحركات اليسار المتطرف الشرق أوسطية، والتي استمدت أفكارها من منصور حكمت، كما أخذت توجد جريدة Equals rights now (المساواة في الحقوق الآن)، وعاونتها ينار محمد ونادية محمود.

### إنشاء منظمة حرية المرأة في العراق
في 22 يونيو 2003، وقعن ناسق أحمد، ينار محمد، ونادية محمود، على وثيقة إنشاء منظمة حرية المرأة في العراق، وقد انضمت لها لجنة الدفاع عن حقوق النساء العراقيات فيما بعد. وقررت ينار محمد العودة إلى بغداد، بعد أن كانت لاجئة في كندا مع ابنها، وذلك لمتابعة تأسيس المنظمة. وفي أغسطس 2003، قررت ناسق أحمد كذلك إلى السليمانية، قبل الرحيل إلى ألمانيا حيث كانت لاجئة.
وكما كان إنشاء المنظمة المستقلة للنساء مرتبط بالاحتمالات المتاحة من خلال وضع كردستان العراق من بعد 1991، كذلك أتت منظمة حرية نساء العراق كرد فعل للظروف الجديدة وليدة سقوط نظام صدام حسين.

## برنامج المنظمة ومفاهيمها

### البرنامج
يتضمن إعلان تأسيس منظمة حرية المرأة في العراق برنامجًا من ست نقاط:
1. وضع قانون إنسانوي مبني على المساواة، والتأكيد على أكبر قدر من الحرية للنساء، والقضاء على كافة أشكال التمييز القانوني؛
2. فصل الدين عن الدولة والتعليم؛
3. وضع حد لكافة أشكال العنف ضد المرأة وجرائم الشرف، والتأكيد على إنزال العقاب بقاتلي النساء؛
4. القضاء على إجبارية الحجاب، وفرض الحجاب على الأطفال، وحماية حرية الملبس؛
5. الوضع في الاعتبار مشاركة المرأة للرجل في كافة الدوائر الاجتماعية، والاقتصادية، والإدارية، والسياسية، على كافة المستويات؛
6. القضاء على الفصل الجنسي في المدارس على كافة المستويات.[21]

### المفاهيم
تعطي المنظمة ظهرها لقوات الاحتلال والإسلاميين. قالت ينار محمد في : «لقد غازل نظام صدام حسين الإسلاميين؛ أما الآن، فالإسلاميين قد صاروا في الشوارع. ولقد سمحت الولايات المتحدة، بل ودعمت، بوجود الإسلاميين في العراق. فصعود القوى الإسلاميية في العراق مرتبط بشكل مباشر بالغزو الأمريكي»، وقد اعتبرت ينار كذلك أن الحركات المدعومة إيرانيًا وسعوديًا تتشارك، رغم الاختلافات فيما بينهم، الكره للنساء. واستكملت قائلةً: «طالما ظل الأمريكيون بالعراق، فسوف يشكلون مغناطيسًا للإرهاب الإسلامي العالمي. فقد جاءوا بتمويلاتهم لاستغلال كرهنا للغزو، حتى يُجند الشباب لأغراضهم اللا إنسانية، من أجل أفغنة العراق».
استنكرت المنظمة العنف الواقع على المثليين بالعراق، حيث كتبت هوزان محمود بالغارديان: «أطلقت قوات بدر (ميليشيات تابعة للمجلس الأعلى للثورة الإسلامية بالعراق، أحد أقوى الأحزاب بالحكومة) حملة من الإرهاب ضد المدنيين. فقد هاجموا مؤخرًا المثليين والمتحولين جنسيًا. إن التقسيمات الدينية والطائفية تزداد حدةً يومًا وراء يوم، والفئات الأكثر تضررًا هم المثليين والنساء». في 2009، استنكرت ينار محمد على قناة العربية التعذيبات والاغتيالات ضد الرجال المثليين ببغداد من قِبَل الميليشيات الشيعية، وقد أُكدت تلك المعلومة من خلال القناة بعد زيارة لمشرحة باب المُعَظَم.
كما تعادي المنظمة كافة أشكال الحجج القائمة على العادات الثقافة، أو الوطنية، أو العرقية، التي تُوَظف لتبرير اللا مساواة، فتقول هوزان محمود: «في عالم حيث نُعَرَّف بُناءً على جنسياتنا أو عرقياتنا أو دياناتنا (وصولًا إلى أدق التفاصيل الخاصة بالطائفة)، هبط تصنيف «امرأة» أكثر فأكثر إلى مرتبة ثانوية. وفي البلاد التي ينبني نظامها السياسي على الإملاء الديني، لا تملك النساء أي حق للحياة أو التفكير أو محاولة اتخاذ القرارات لأنفسهن».
بعض ناشطات حقوق المرأة العراقيات، واللاتي تحرصن على إقامة قنوات تواصل مع النساء الإسلاميات، تأخذن مسافة بين أنفسهم والراديكالية النسوية والعلمانية لمنظمة حرية المرأة العراقية.

## الحملات، والأفعال، والاستجوابات

### ضد الشريعة الإسلامية ومع دستور جديد للعراق

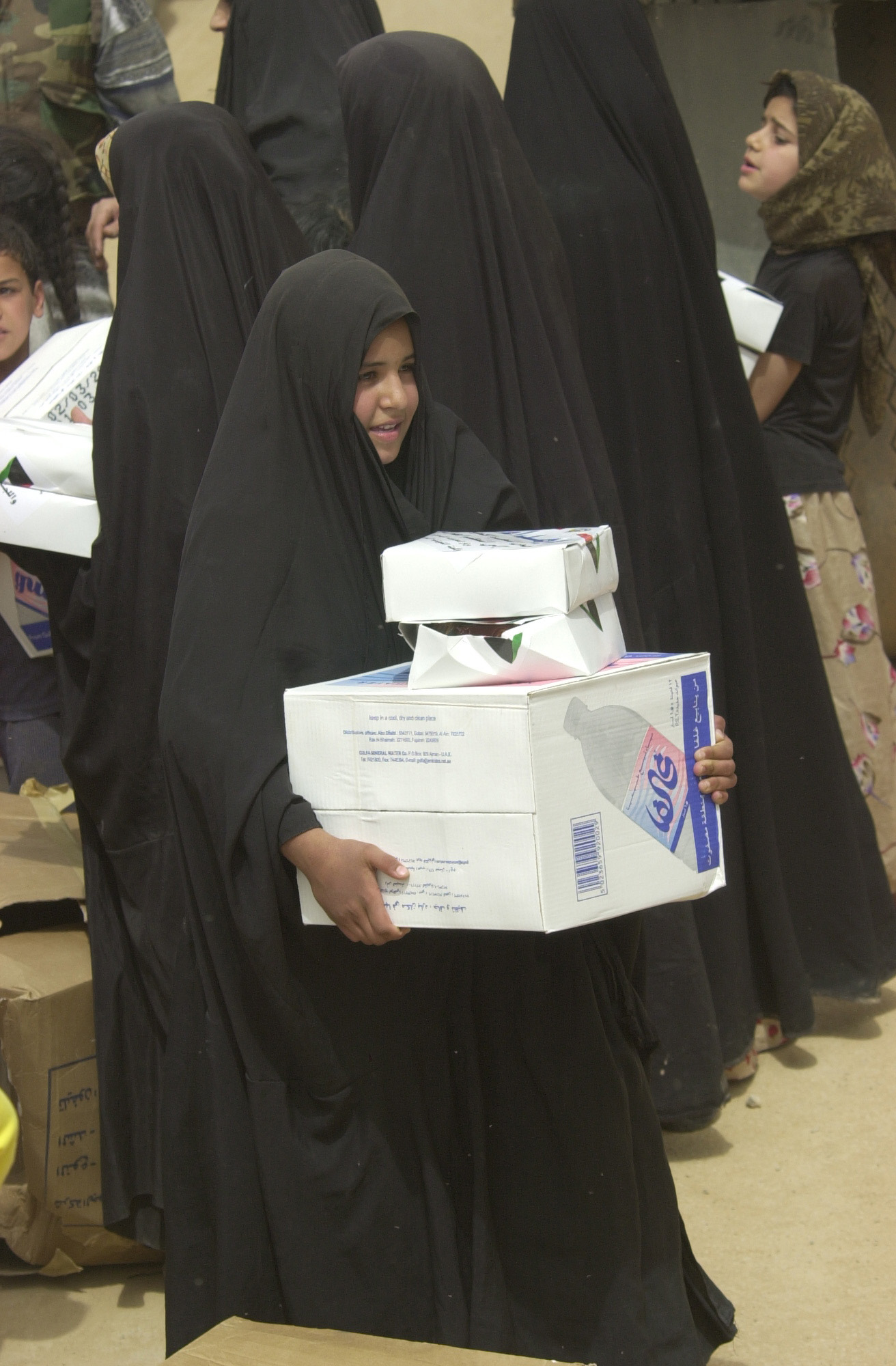
رغم قلة انتشاره بين الفتيات قاطنات المدن، إلا أن الخمار الأسود قد انتشر بسرعة في العراق تحت ضغط الإسلاميين منذ 2003. وقد انتقدت منظمة حرية المرأة في العراق تلك الظاهرة.

في 29 يناير 2004، قررت الحكومة العراقية المؤقتة، مدعومة من جهة المجلس الأعلى الإسلامي العراقي برغم عداء المسؤول الأمريكي عن الإدارة بول بريمر، إطلاق القرار 137 الذي ينص على أن تكون شريعة إسلامية أساس قانون الأحوال الشخصية، والذي نتج عنه الحقوق والحريات المقررة للنساء العراقيات. سمح ذلك القرار بتأويلات تختلف باختلاف الطائفة الدينية، عما كان الوضع في قانون 1958. نتيجةً لضبابيته، سبب خرقًا أخر في القانون المدني العراقي أدى لتفاقم التوترات الدينية في العراق. أكدت منظمة حرية المرأة العراقية في بيان لها أن: «العراق مجتمع علماني. فلم يكن أبدًا في مخيلة نساء ورجال العراق أن يتصوروا أنه من بعد انقلابهم على فاشية حزب البعث أن يتمثل البديل في ديكتاتورية إسلامية». ورغم السمعة العلمانية للمجتمع العراقي، إلا أن حكم الشريعة لم يكن دومًا غائبًا قبل 2003، فقد نص قانون الأحوال الشخصية على أنه في حال غياب حكم قانوني لظرف معين، فيُلجأ حينها للشريعة. بعدها بشهر، سُحب القرار.
ومنذ سبتمبر 2004، قررت المنظمة إطلاق حملة جديدة ضد فرض الحجاب من قبل الميليشيات الإسلامية، خاصةً في الجامعات.
وقد نشب خلاف جديد في 2005، حول مرتبة الشريعة الإسلامية في التشريع القانوني، فقد اعتبر الدستور الجديد أن الإسلام مصدر من مصادر التشريع، وقد كتبت ينار محمد في ذلك: «تنص مسودة الدستور، في المادة 14، على تعطيل القانون الحالي، وتأسيس قانون الأسرة الحالي على الشريعة الإسلامية وغيرها من النصوص الدينية بالعراق. بعبارة أخرى، فهي تجعل النساء ضعيفات على كافة المستويات باللا مساواة والتمييز الاجتماعي، مع تحويلهن إلى مواطنات من الدرجة الثانية، أي نصف بشر». ولنفس تلك الأسباب، استنكرت المنظمة انتخابات 2005، التي هيمنت عليها أحزاب معادية لحقوق المرأة.

### ضد خطف واغتيال النساء
في أغسطس 2003، نظمت منظمة حرية المرأة في العراق مظاهرة لجذب الانتباه للنمو المتسارع لاختطاف واغتصاب النساء. وقد وُجهت رسالة رسمية لبول بريمر، المسؤول عن الإدارة الأمريكية للعراق، حول مسألة العنف ضد المرأة، ولم يُرد على تلك الرسالة.
قامت المنظمة بعمل إحصاء لعدد النساء المختفيات منذ دخول القوات الأمريكية للعراق. وقد قدرت عددهن بحوالي 3500 امرأة، منذ مارس 2003 إلى أكتوبر 2006، وقد اختفى معظمهن أثناء ممارسة الدعارة في بلادٍ أخرى بالخليج العربي. وقد سمحت شهادة إحدى الناجيات، مريم، والتي رُحلت فيما بعد إلى بغداد بفضل المنظمة، على توضيح كيف عمل تلك الشبكات. وقد بلغت المنظمة الصحفية الفرنسية آن صوفي لي موف بحالات أخرى بالموصل لنساءٍ استطعن الفرار. فيما بعد، أكدت المفوضية السامية للأمم المتحدة لشؤون اللاجئين وصندوق الأمم المتحدة للسكان على أهمية تلك التجارة غير المشروعة. وفي أغسطس 2007، ارتفع ذلك الرقم لـ 4000، 20% منهن كن تحت سن الـ 18 سنة. وقد أعلنت المتحدثة باسم المنظمة، نهى سالم، على موجات الجزيرة، أن 15% من أرامل الحرب تُجبر فيما بعد على ممارس الدعارة. وقد أنشأت المنظمة فريقًا، تقوده بسمة رحيم، كُلف بعمل ملف حول تلك المسألة، ومساعدة هؤلاء النساء نفسيًا.
كما استنكرت المنظمة زواج المتعة. وهي ممارسة قد نشأت بشكلٍ أساسي على القانون الإسلامي للشيعة، والذي تجددت سيرته في العراق المحتلة: فهو يسمح لرجل بأن يتزوج امرأة في مقابل مادي ولمدة معينة. في أغلب الحالات، يُعد ذلك الزواج غطاءً شرعيًا للدعارة.
وقد مضت إحدى تحريات المنظمة للبحث عن اغتيال بعض النساء. وقد توصلت ينار محمد للخلاصة الآتية: «وفقًا لتقديراتنا، هناك على الأقل حوالي ثلاثين امرأة يُعدمون شهريًا من خلال الميلشيات ببغداد وضاحيتها. وفي أول عشرة أيام من نوفمبر 2007، وُجدت أكثر من 150 جثة امرأة مجهولات الهوية، منهم من قُطع رؤوسهم، أو شُوهن، أو على أجسادعن علامات تعذيب شديدة، وقد مُرروا من غرفة التشريح ببغداد». ترى ينار أن تلك الاغتيالات مرتبطة بجرائم الشرف؛ إلا أنه في تلك الحالة، فهو يُعد شكل جديد منه، فقد تجاوزت تلك المسألة حدود الأسرة وصارت قضية لقوات شبه عسكرية.
ومنذ 2006، أثبتت المنظمة وجود رابط بين الاختطافات الجماعية للنساء وشبكات الدعارة. فقد قامت ناشطاتها بعمل خريطة للدعارة ودراستها لفهم كيفية عمل ومدى انتشار تلك التجارة غير المشروعة، وقد تبين أن أغلبية العاهرات قاصرات وأن الشبكات تمتد لتشمل الشرق الأوسط. وقد اكتسبت ذلك التحقيق شهرة كبيرة من خلال سلسلة قنوات مركز تلفزيون الشرق الأوسط بمايو 2009، والذي استنكرته قناة العراقية، معتبرةً أن في التقرير «إهانة لنساء العراق». نتيجةً لذلك، أعلنت وزيرة الشؤون النسائية نوال السامري، وذلك قبل إقالتها بفترة وجيزة، بأن تلك تجارة محدودة وأن الفتيات يقمن بذلك طواعيةً، ما استنكرته ينار محمد.

### ضد جرائم الشرف
عام 1990، قدم صدام حسين في القانون الجنائي الجديدة المادة 111، والتي تفرض عقوبة على الرجل الذي يقتل امرأة للدفاع عن شرف العائلة. إلا أن جرائم الشرف ما فتئت أن تتزايد. وقد أُلغي ذلك القانون في منطقة الاتحاد الوطني الكردستاني بكردستان.
وقد استُخدمت المعلومات التي جمعتها المنظمة حول الارتفاع المفاجئ في جرائم الشرف منذ 2003 في تقرير للـUN Assistance Mission for Iran (UNAMI)، في سبتمبر 2006.

#### اغتيال دعاء خليل أسود
في يوم السابع من أبريل 2007، تعرضت دعاء خليل أسود، المنتمية لأقلية اليزيدية المقيمة بكردستان، والبالغة من العمر 17 عامًا، للرجم في العلن على أيدي أفراد عائلتها. وللمرة الأولى، صُور الحدث باستخدام هاتف نقال، وتناقله مستخدو الإنترنت بسرعة. وأطلق ذلك الحدث موجة من العنف المتسم بالعرقية والطائفية، والتي شارك فيها الفرع العراقي لتنظيم القاعدة. وقادت هوزان محمود، المتحدثة الدولية الرسمية باسم منظمة حرية المرأة في العراق، حملةً هامة ضد جريمة الشرف تلك، مطالبةً بالعثور على الجناة. قُبض على أربعة أشخاص واستُبدل قائد الشرطة المحلية.
في يوم السابع من أبريل 2008، قامت المنظمة بالتعاون مع التحاول الدولي ضد جرائم الشرف بتنظيم يومًا لإحياء ذكرى مقتل دعاء في لندن. شارك النشاطة هيذر هارڤي، من منظمة العفو الدولية، والنسويتان الإيرانيتان مريم نمازي وآزار ماجدي في ذلك الحدث.

#### دور الاستقبال
أنشأت المنظمة في بغداد وكركوك وأربيل والناصرية دورًا لاستقبال النساء والمرتبطين المهددين بجرائم الشرف من قِبَل عائلاتهم. كان مركز تلك الدور سريًا وتحت الحراسة الدائمة. وكان هناك خط ساخن للطوارئ. وحُفر خط أنفاق بالتعاون مع الجمعية الأمريكية Madre، للسماح لبعض النساء بالهروب من البلاد. افتُتحت الدار الأولى في 2003 بالتعاون مع لجنة أمريكا لخدمات الأصدقاء، وهي منظمة تسعى لنشر السلام مرتبط بجمعية الأصدقاء الدينية، تحت مسؤولية ليلى محمد، الطبيبة والمتحدثة الرسمية باسم المنظمة، والتي تنتمي عائلتها للتيار الشيوعي. كان مقرها في الدور الأول من مقر اتحاد العاطلين عن العمل في العراق، محل بنك قديم. ولكن مع التوسع السريع، انتقل إلى مقر أكثر سرية. وافتُتح منزل جديد سعته سبع نساء. وقد نتج عن الموقف العسكري مواقف جديدة يصعب التعامل معها، تقول هوزان محمود: «لدينا فتاة تعرضت للاغتصاب من قِبَل جندي أمريكي. وانتمت هي نفسها إلى الجيش... حاولت عائلتها أن تقتلها حين اكتشفت واقعة اغتصابها».
منذ نهاية عام 2007، اعتُبرت دور الإقامة في غاية الخطورة بالنسبة للمقيمين بها، فأُغلقت وانتقلت النساء إلى أسر مضيفة. كان ذلك بغرض الإقامة المؤقتة المرتبطة بـ «خط السكة الحديدي تحت الأرض». كلفت العملية 60000 دولار بالسنة.

### العمل الإنساني
في عام 2003، قامت المنظمة بتقديم مساعدات إنسانية في مخيم لاجئي «الهدى» ببغداد، والتي وُجدت في المباني القديمة لوزارة الداخلية، بدعم من هيئة كير (CARE) والكنيسة المينوناتية الأمريكية. ورغم نزاعها مع جيش المهدي، إلا أن الإقامة استمرت لمدة سنة، حتى قامت الشرطة العراقية بترحيل المخيم.

### مرصد سجون النساء
يتشكل ذلك المرصد من فريق لناشطات ونشطات المنظمة، تحت قيادة دلال جمعة، والذي يركز مهامه حول الدفع عن حقوق النساء في السجون وأقسام الشرطة. حصلت دلال على إذن الزيارة الدورية لسجن الخادمية ببغداد، ولاستنكار ظروف الاعتقال: اغتصابات أثناء الاستجوابات، تعامل سيء، وجود أطفال في السجون. أجرت المنظمة مفاوضات مع بلدية بغداد لفتح حضانة بالقرب من السجن. في عام 2009ـ نبهت المنظمة من أوضاع 11 امرأة حُكم عليهن بالإعدام، بعد إعدام واحدة منهن. في عام 2010، التقى العاملون بالمرصد فتيات في سن الثانية عشر رُحلن من المملكة العربية السعودية بتهمة الدعارة، وتعرضن للاعتقال بالعراق.

### لأجل حقوق النساء في العمل
في فبراير 2004، قامت المنظمة بإطلاق حملة لدعم 50 موظفة يعملن ببنك وتعرضن للاعتقال بتهمة اختلاس عدة ملايين أثناء عمليات تحويل أوراق نقدية. وبسبب التعرض للإحراج من تلك القضية، أطلقت السلطات الأمريكية سراحهن وقُبض على من اعتقلهن.
استنكرت المنظمة فصل الموظفات المرتباطات بقوة الضغط الإسلامية. وأعلنت نهى سليم أن: «المتمردين والميليشيات لا يريدوننا في الوسط المهني لعدة أسباب: البعض يؤمن بأن النساء قد وُلدن للبقاء للمنزل - والقيام بواجبات الطبخ والمسح - بينما يقول البعض الأخر بأنه ضد تعاليم الإسلام بأن تتواجد المرأة مع الرجل في نفس المكان إذا لم يكونا أقارب».

### الاحتفال بيوم 8 مارس في العراق
في يوم 8 مارس 2004، بمناسبة اليوم العالمي للمرأة، أطلقت المنظمة مظاهرة بميدان الفردوس، حيث وُجد التمثال الشهير لصدام حسين، حيث تجمع حوالي 1000 شخص، 90% منهم نساء. لتاريخ 8 مارس قيمة رمزية مهمة لنشطاء المنظمة، خاصةً أن الحكومة المؤقتة قررت استبدال تاريخ يوم المرأة بيوم 18 أغسطس، يوم ميلاد بنت النبي.

### اسئلة دولية
تتخذ المنظمة بشكل دائم مواقف تجاه الأسئلة الدولية. كتبت نادية محمود، الممثلة الدولية للمنظمة، إلى جان بيير رافارين، لتهنئته بقانون حظر الرموز الدينية في المدارس. وبعد أن فصلت بين المسألتين، طلبت منه بأن يراجع سياسته تجاه المهاجرين، والتوقف عن كل أشكال الدعم العام للمنظمات الدينية. إلا أنه لا يبدو بأن الأخير قد رد أبدًا أو حتى أخذ بنصائح المنظمة بالاعتبار.
وفي قضية الرسوم الكاريكاتورية المسيئة لمحمد في صحيفة يولاندس بوستن، عبرت هوزان محمود، ممثلة المنظمة بأوروبا، عن تأييدها لنشر الرسوم الكاريكاتورية، تحت مسمى حرية الرأي والتعبير. وبعدها بفترة قليلة، شاركت في مظاهرة أمام مقر البي بي سي، مع منظمات عراقية وإيرانية أخرى. عبرت بحار منذر، ممثلة المنظمة بالنرويج، عن رأيها في جريدة افتنبوستن اليومية والرئيسية للبلاد، واختتمت كلامها بأنه «لدينا احتياج للحرية، الحرية المطلقة».

## التنظيم ووسائل العمل
- هوزان محمود، المملكة البريطانية المتحدة
- مريم عبد الرحمن، كندا، أوتاوا
- كجال عزيز، كندا، تورنتو
- علي قادر جلزار، الدنمارك
- علاء فراج، فنلندا
- بحار منذر، النرويج
- أستيرا فاتح، هولندا
- ريجا رؤوف، السويد
- بايمان كريم، سويسرا

في يونيو 2004، تحدثت هوزان محمود، القاطنة بأوروبا، عن وجود 500 عضو. وفي أغسطس، أعلنت ينار محمد، القاطنة ببغداد، عن وجود 2000 عضو و10000 مؤيد للمنظمة. وأثناء فعاليات المنتدى الاجتماعي العالمي في كاراكاس، في يناير 2006، أعلنت ينار عن وجود 5000 عضو. يتراوح نحو 15% من الأعضاء من الرجال، إلا أن المناصب الإدارية تُسند إلى النساء تفضيلًا.
تملك المنظمة مقرات في بغداد، في مبنى قديم، وبالناصرية، وأيضًا دار خفية بكركوك. تُطبع الدورية العادية من صحيفة المساواة للمنظمة نحو 3000 نسخة، وهناك بعض الأعداد التي طُبع منها نحو 10000 نسخة حين كانت تسمح الميزانية. ورغم أنه يُفترض فيها أنها نصف شهرية، إلا أنها غير ثابتة. عالج مقال منشور في العدد الثالث ملاحقة قضائية ضد ينار محمد، التي لا يبدو أنها قد توقفت. تُنشر الجريدة في بغداد والبصرة والناصرية وكركوك. وقد أدى تطور الأوضاع في العراق إلى جعل عمل النشطاء أكثر صعوبة؛ فعلى سبيل المثال، في عام 2007، كان أغلب عمالة المصانع من النساء، والتي لم يعدن موجودات، وفقًا للمنظمة، كما أن تحركات بالمدينة صارت أشد خطرًا من أن تتمكن امرأة واحدة من حضور اجتماع.

### جوائز ومكافئات
أتى التبرع الأول (5000 دولار أمريكي) للمنظمة من الأديبة النسوية الأمريكية إيڤ إنسلر. نظمت تلك الأديبة اجتماعًا بنيويورك بين ينار محمد وجين فوندا في نوفمبر 2003. وفي عام 2005، نالت ينار محمد لقب مقاتلة نسوية، من قِبَل V-Day Europe.
في عام 2007، نالت ينار محمد جائزة إليانور روزفلت العالمية لحقوق المرأة، إلى جانب الأفغانستانية سيما سمر والأمريكتين ريبيكا غومبرتس ولوري ديفيد. وفي عام 2008ـ نالت ينار محمد جائزة Gruber Prize for Women's Rights، بالمشاركة مع النيبالية سابانا براذان ملا والإسرائيلية نادرة شلبوب - كيفوركيان. كان إجمالي مبلغ الجائزة الأخيرة 500000 دولار أمريكي. وقد نالت كذلك الجائزة النرويجية لحقوق الإنسان من مؤسسة رافتو Rafto Foundation Award في نوفمبر 2016 وذلك عن تأسيسها لشبكة من دور الإيواء للمرأة في العراق.

### العلاقات مع مؤتمر الحريات في العراق
في يوم 18 مارس 2005، وقعت ثلاثة من مديري المنظمة إعلان إنشاء مؤتمر الحريات في العراق: ينار محمد، هوزان محمود، ونادية محمود. كما لعبت هوزان محمود، المتحدثة الرسمية الدولية باسم المنظمة، نفس الدور لبعض الوقت لصالح مؤتمر الحريات في العراق، وذلك قبل التنحي عنه. كما تحوزذكرى فيصل، العضوة بالمنظمة، على مقعد في المجلس المركزي للمؤتمر. ولذلك تُعد الروابط مهمة، الا ان العلاقة بين منظمة حرية المرأة ومؤتمر حرية العراق اضمحلت خلال اقل من سنة وابعدت منظمة حرية المرأة نفسها عن فعاليات وتصريحات مؤتمر حرية العراق.

## التهديدات والقمع

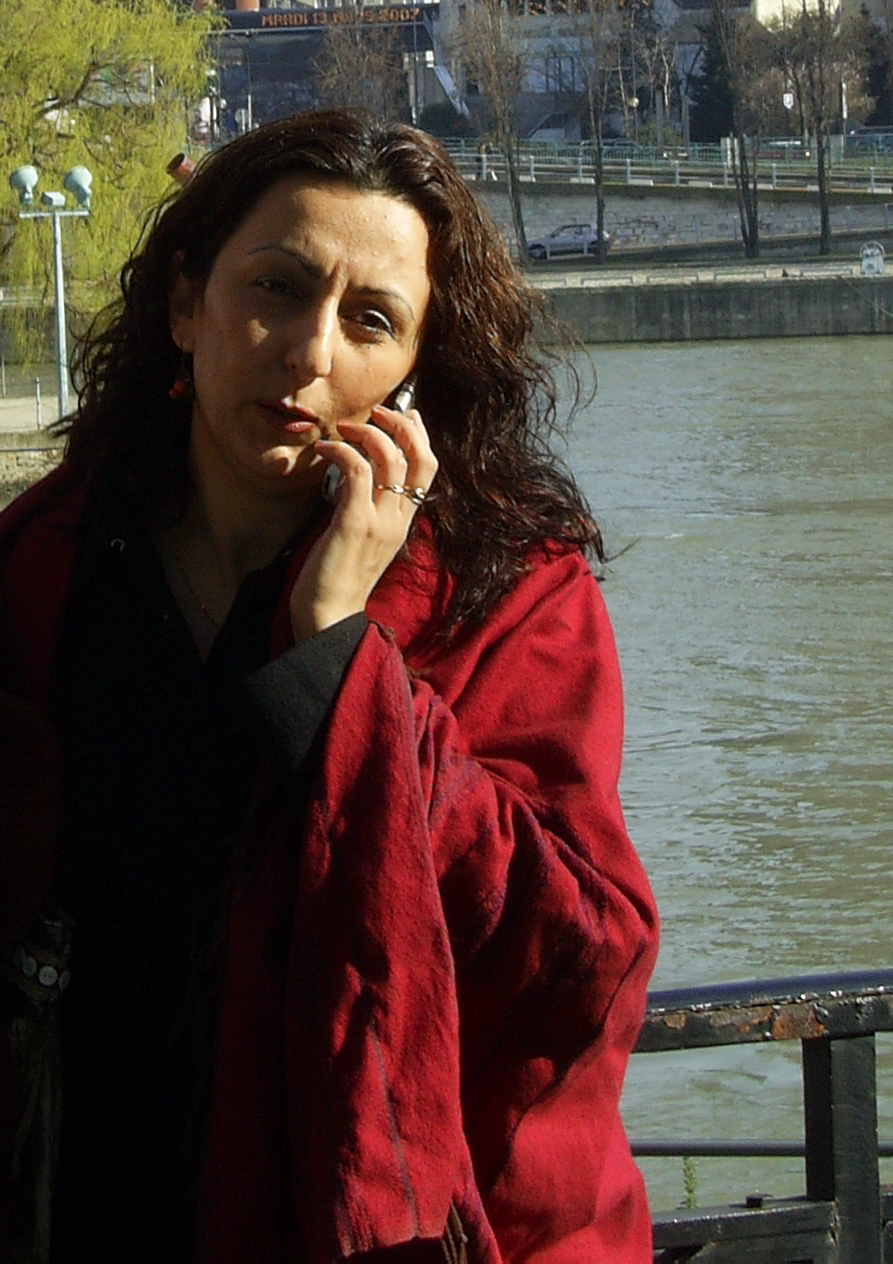
هوزان محمود، في بارس، في عام 2007، وذلك بعد بضعة أيام من تلقي تهديدات القتل التي تبناها تنظيم أنصار الإسلام.

منذ إنشائها، تسعى المنظمة إلى الاستقرار في منطقة كردستان العراق، والتي يتحكم بها الاتحاد الوطني الكردستاني، ما يجعلها تصطدم بشكل مباشر مع الحزب الحاكم. ومنذ افتتاح صالة اجتماعات المنظمة بالسليمانية، مارس الاتحاد ضغوطًا على الناشطات لإجبارهن على إغلاق مقرهن. بالنسبة للحكام الأكراد، يجب تجنب عودة الحزب الشيوعي العمالي العراقي. وفي أربيل، هُددت صقر أحمد، مديرة الفرع المحلي للمنظمة، من قِبَل عائلتها بسبب كتابها حول جرائم الشرف.
وفي مارس 2004، تلقت ينار محمد تهديدات قتل عبر البريد الإلكتروني من قِبَل جيش الصحابة، مجموعة تابعة لجماعة طالبان. ومن بعدها، صارت دومًا ترتدي سترة واقية من الرصاص وتحمل مسدسًا أثناء تحركاتها. جاءت تلك التهديدات من بعد حوار على التلفزيون حيث عبرت عن آرائها في صالح حقوق النساء، في سياق مراجعة قانون الأسرة. كما أبلغت الصحفية التركية نيفين سنغر بتلقيها بريدًا إلكترونيًا أخر من جماعة إسلامية أخرى، من بعد الواقعة الأولى بفترة وجيزة. ونشرت الجريدة التابعة لمقتدى الصدر كاريكاتير لينار محمد، ملقبًا إياها بـ «بنت الشيطان». وفي عام 2008، استمرت ينار محمد في العيش بشكل شبه خفي، تغير بشكل دوري من مسكنها، ولم يعرف عنوان سكنها إلا عدة أشخاص موثوق فيهم. إلا أنها دومًا ما شاركت بنفسها في الفعاليات العامة للمنظمة.
وفي 26 فبراير 2007، تسلمت هوزان محمود، المقيمة بلندن، بريدًا إلكترونيًا بالتهديد من قِبَل جماعة أنصار الإسلام السنية الكردية. جاء ذلك التهديد أثناء قيادتها لحملة ضد النص على الشريعة في الدستوري المحلي لكردستان. تقول الرسالة على نحو دقيق: «بإذن الله تعالى، سوف نقتلكي، في العراق أو في لندن، أثناء شهر مارس بسبب حملتك ضد الإسلام. وسوف يكون جزاؤك عند الله.» يتحلم ذلك التنظيم المسلح، الذي أُنشئ في عام 2001، بجزء صغير من الكردستان بالقرب من الحدود الإيرانية، ويمتلك نحو 700 رجل مسلح وموارد مالية وبشرية ذات ثقل في أوروبا. ويُعرف التنظيم بهجمات ضد مدارس للفتيات، وصالونات حلاقة للنساء، واغتيالات لنساء لا ترتدي البرقع.